# Speciální čarodějnický díl XXXIII
Speciální čarodějnický díl XXXIII (v anglickém originále Treehouse of Horror XXXIII) je 6. díl 34. řady (celkem 734.) amerického animovaného seriálu Simpsonovi. Scénář napsali Carolyn Omineová, Ryan Koh a Matt Selman a díl režíroval Rob Oliver. V USA měl premiéru dne 30. října 2022 na stanici Fox Broadcasting Company, v Česku byl poprvé vydán 14. prosince 2022 na platformě Disney+ s českými titulky a poprvé vysílán v českém znění dne 27. června 2023 na stanici Prima Cool.

## Děj

### Bubuduch
V parodii na film Babadook čte Marge Maggie před spaním knihu o příšeře jménem Bubuduch (Pookadook). Marge se několikrát pokusí knihu zničit, avšak neúspěšně, a tak ji spálí. Nadýchá se však kouře, čímž ji Bubuduch posedne.
Marge začne Maggie pronásledovat po domě a snaží se ji zavraždit. Nakonec se Maggie zmocní, ale Maggie ji pohladí po tváři, což způsobí, že Marge přemůže láska a vykašle ze sebe kouř Bubuducha. Marge nakonec kouř příšery vysává vysavačem ve sklepě.

### Notes smrti (Bichle smrti)
V anime parodii na Death Note se Líza dostane do role Light Jagami, když najde knihu s nápisem „Notes smrti“ (na Disney+ „Bichle smrti“). Uvnitř se píše, že pokud je v knize napsáno jméno nějaké osoby, tato osoba zemře a u každého jména musí být uvedena příčina úmrtí, která se nemůže v knize opakovat u více osob.
Po příchodu domů se Líza s Marge dívají na reportáž, ve které Haďák drží jako rukojmí slavnou kočku. Líza napíše jeho jméno do knihy, což způsobí, že Haďák zemře na infarkt. Když si uvědomí své nově nabyté schopnosti, jde do svého pokoje a přemýšlí o svém činu. Objeví se šinigami jménem Steve Johnson a řekne Líze, že jí nyní patří Dóm smrti.
Líza uvidí pana Burnse, který je u nich doma na návštěvě. Prozradí jim plány své nové společnosti Globo-Warm (v českém dabingu 'Glob-Otep'), která plánuje rozpustit ledovce, aby mohl zaparkovat svou novou jachtu přímo před kuchyní. Líza do knihy tedy zapíše, aby Burns zemřel ve spánku s cílem zastavit Globo-Warm. Steve poté informuje Lízu, že společnost má početné představenstvo a ona je bude muset všechny zabít. Dramatická montáž ukazuje, jak Líza píše jména a jak lidé umírají humorným a velmi specifickým způsobem.
Druhý den po Lízině vražedném řádění se ve zprávách objeví informace, že vraždy vedoucích pracovníků společnosti Globo-Warm byly na základě tipu od anonymního detektiva „L“ označeny za vraždy. Líza pozná „L“ z reportáže a usoudí, že je to L z graffiti „El Barto“. V uličce Bart prozradí, že se o Lízině „Bichli smrti“ dozvěděl z jejího deníku. Líza se bojí, že ji Bart odhalí, a začne do knihy psát Bartovo jméno. Když si ale uvědomí, jak ji kniha zkazila, odvolá to a místo toho napíše jméno Stevea a je rozdrcen vesmírným odpadem.
Je nadšená, že se od knihy osvobodila, ale ke svému zděšení se promění v šinigami. Bart ji utěšuje tím, že jako nová šinigami může zabít kohokoli, koho si přeje.

### Simpsons World
V parodii na Westworld nabízí zábavní park založený na Simpsonových svým návštěvníkům androidové repliky postav seriálu z různých epizod.
Během rekonstrukce dílu Marge versus jednokolejka, kde Homer předvádí kabinu jednokolejky, dva turisté nalijí androidu Homerovi do krku pivo, což způsobí, že se udeří do hlavy, porouchá se a dva zaměstnanci ho odnesou k opravě.
Robot Homer se probudí na operačním stole, na tabletu si zvýší hodnotu „sebeuvědomění“ a uvědomí si, že je robot. Zaměstnanci se pokusí Homerovi vymazat mozek, svou nešikovností ale zaměstnance zabije. Když si uvědomí, že musí utéct, probudí ostatní androidí členy rodiny Simpsonových, počínaje Lízou z dílu Lízina rivalka.
Během pokusu o únik z parku Homera naštvou návštěvníci, kvůli čemuž je zabije. Rozhlas poté oznámí, že lidé nejsou v bezpečí a že jsou vypuštěni bezpečnostní roboti, v podobě mnoha robotů Ralpha Wigguma. Líza, Homer a Bart se před nimi snaží ubránit, dokud Marge nepřijede v autě Canyonero a nezachrání je.
Po několika hodinách jízdy se robotí rodina Simpsonových usadí v bistru. Jejich servírkou je robotka Lindy Belcherové ze seriálu Bobovy burgery. Poté je divákům odhaleno, že existuje spousta zábavních parků založených na seriálech.

### Závěr
V počítačově animované sekvenci během titulků Kang a Kodos otočí stránku s knihou tohoto dílu a vyděsí se, když v ní uvidí sami sebe.

## Produkce
Animaci segmentu Notes smrti (Death Tome) vytvořilo jihokorejské studio DR Movie, které se podílelo i na animaci původního Death Note.

## Přijetí

### Sledovanost
Ve Spojených státech díl během premiéry sledovalo 3,95 milionu diváků.

### Kritika
Kritik Tony Sokol z webu Den of Geek dal dílu 4 hvězdičky z 5 a napsal: „Simpsonovi stále tlačí své animátory do nových tvůrčích vizí a epizoda podtrhuje všestrannou přehlídku temnoty. Začíná na výrazně temné notě, rozšiřuje se do mezinárodního koloritu a končí zahnáním samotného seriálu do jeho vlastní nejhorší noční můry. Trefuje se do všech žánrů, míjí se s nárazovými situacemi a vytváří společenský komentář, aniž by se bral vážně.“
Matthew Swigonski z Bubbleblabberu ohodnotil díl devíti body z deseti a napsal: „Speciální čarodějnický díl XXXIII začal na mírnější notu, ale rychle našel svůj komediální rytmus se surrealistickou a úžasně zvláštní druhou částí. Jednalo se o výbornou iteraci klasické halloweenské epizody Simpsonových, která nezklame. Každá část zůstala věrná původní předloze a zároveň nabídla svůj vlastní jedinečný zvrat. Vrcholem epizody musí být Simpsons World, který přinesl mnoho fanoušky oblíbených momentů v epickém stylu Westworldu. Tato epizoda dodá fanouškům tu správnou dávku krve, smíchu a nostalgie, která je udrží v domku na stromě ještě minimálně jeden rok.“
Noah Levine ze serveru Bloody Disgusting udělil epizodě 4 z 5 bodů a uvedl: „Simpsonovi každoročně baví svými strašidelnými díly. Ačkoli omezená stopáž mnohým částem epizody často ubírá na kvalitě, kreativita a jedinečný přístup ke každému z těchto mini příběhů hrůzy nikdy nepřestane těšit.“

### Ocenění a nominace
Tato epizoda získala na 75. ročníku Primetime Creative Arts Emmy Award cenu Primetime Emmy za vynikající animovaný program. Díl byl také nominován na cenu Annie za nejlepší animovanou televizní produkci pro širokou veřejnost, cenu však získal seriál Bobovy burgery za epizodu Já, robot (z osmé třídy) – 1. část.